# Gerhard Zechner
Gerhard Zechner (* 18. April 1957 in Bad Gastein) ist ein ehemaliger österreichischer Politiker (SPÖ) und Landesbeamter. Er war von 1994 bis 1999 Abgeordneter zum Vorarlberger Landtag.

## Ausbildung und Beruf
Zechner besuchte zwischen 1963 und 1971 die Volks- und Hauptschule in Bad Gastein und danach von 1971 bis 1976 die Bundeshandelsakademie Salzburg, die er 1976 mit der Matura abschloss. Er leistete von 1976 bis 1977 seinen Zivildienst beim Roten Kreuz ab und studierte danach ab 1977 Politikwissenschaften sowie Publizistik und Kommunikationswissenschaften an der Universität Salzburg. 1984 promovierte er in Salzburg zum Doktor der Philosophie (Dr. Phil.). Er arbeitete danach von 1984 bis 1994 als Landtagsklubsekretär der SPÖ Vorarlberg und tat 1994 als Fachreferent für Sozialwissenschaften in den Dienst der Vorarlberger Landesbibliothek. 2001 wurde er Leiter der Abteilung Erwerbung und Bestandsaufbau. Im Rahmen seiner Tätigkeit in der Landesbibliothek absolvierte er von 2001 bis 2002 die Grundausbildung für die Verwendungsgruppe A1 „Bibliotheks-, Informations- und Dokumentationsdienst (BID)“ an der Universitätsbibliothek Wien 2001–2002 und bildete sich von 2005 bis 2006 durch einen Betriebswirtschaftlichen Lehrgang für Landesbedienstete an der Verwaltungsakademie des Amtes der Vorarlberger Landesregierung weiter.

## Politik und Funktionen
Zechner trat 1983 der SPÖ bei und engagierte sich lokalpolitisch von 1990 bis 2000 als Mitglied der Stadtvertretung Bregenz. Er war dabei von 1990 bis 1995 stellvertretender Vorsitzender des Familien- und des Jugendausschusses sowie Mitglied des Umwelt- und des Finanzausschusses. Von 1994 bis 1995 war er Mitglied der Personalkommission und von 1995 bis 2000 Mitglied des Umwelt- und des Prüfungsausschusses. Er wirkte bis 2000 zudem als Mitglied des Aufsichtsrates der Pfänderbahn AG und als Mitglied des Aufsichtsrates der Stadtwerke Bregenz.
Vom 4. November 1994 bis zum 4. Oktober 1999 vertrat Zechner als Abgeordneter des Wahlbezirkes Bregenz die SPÖ im Vorarlberger Landtag, wobei er Bereichssprecher für Verkehr, Umwelt und Jugend des SPÖ-Landtagsklubs war. Er war des Weiteren Mitglied im Rechtsausschuss, Mitglied im Umweltausschuss, Mitglied im Kulturausschuss und Obmann des Volksanwaltsausschusses. Innerparteilich wirkte er von 1986 bis 2000 als Mitglied des Landesbildungsausschusses der SPÖ Vorarlberg und war von 1995 bis 1999 Mitglied des Landesparteivorstandes und des Landesparteipräsidiums der SPÖ Vorarlberg. Des Weiteren war er von 1992 bis 1999 als Stadtparteivorsitzender der SPÖ Bregenz aktiv und wirkte von 1995 bis 1999 als stellvertretender Landesparteivorsitzender der SPÖ Vorarlberg. Bis 1999 bzw. 2001 war er auch Mitglied der SPÖ Bezirksparteileitung Bregenz und Mitglied des Parteischiedsgerichtes der SPÖ Vorarlberg.
Neben seinen politischen Funktionen engagierte sich Zechner als Beiratsmitglied der Arbeitsgemeinschaft Demokratischer Sozialisten im Alpenraum (ASA), war Mitglied, Kassier und Präsidiumsmitglied der Vereinigung Österreichischer Bibliothekarinnen und Bibliothekare (VÖB), Mitglied der Österreichischen Gesellschaft für Politikwissenschaft (ÖGPW) und Mitglied der Österreichischen Gesellschaft für Soziologie (ÖGS).

## Privates
Zechner wurde als Sohn des Friseurs Josef Zechner und dessen Gattin Berta Reichl geboren. Seine Eltern stammten aus Niederösterreich. Gerhard Zechner heiratete 1988 die gebürtige Kärntnerin Margit Kraßnitzer, wobei die Ehe kinderlos blieb.

## Auszeichnungen
- Verleihung des Berufstitels „Oberregierungsrat“

## Schriften
- Zivildienst und österreichische Sicherheitspolitik. In: Österreichische Zeitschrift für Politikwissenschaft, Jg. 12, 1983, H. 2, S. 185–197.
- Rote Perspektiven. Eine gesellschaftspolitische Analyse nach den Landtagswahlen 1984. Dornbirn 1984.
- Die Landesbibliothek – das digitale Gedächtnis. In: Vorarlberg Magazin. Der neue Vorarlberg-Bericht Dezember 2005, Nr. 116, S. 16–17.
- The National Library of Bhutan – Heilige Bücher mit Aleph unter einem (Steinschindel-) Dach. In: Mitteilungen der Vereinigung Österreichischer Bibliothekarinnen und Bibliothekare, Jg. 60, 2007, H. 4, S. 21–29.